# آيفون 15
آيفون 15 (بالإنجليزية: iPhone 15) وآيفون 15 بلس (iPhone 15 Plus) هم عبارة عن هواتف ذكية تم تصميمها وتطويرها وتسويقها بواسطة أبل. إنهم الجيل السابع عشر من أجهزة آيفون، خلفًا لآيفون 14. تم الكشف عنهم في 12 سبتمبر 2023، إلى جانب آيفون 15 برو وايفون 15 برو ماكس.

## استبدال منفذ بأخر
تمت استبدال منفذ من كابل إضاءة ألى منفذ النمط سي من الناقل التسلسلي العام للأجل سلسلة أجهزة أيفون 15 وفقا أتحاد أوروبي للطاقة.

## تاريخ
تم إصدار الهاتف في الحدث السنوي الخاص بشركة أبل في 12/9/2023.

## مواصفات
آيفون 15: يأتي آيفون 15 بشاشة OLED بحجم 6.1 بوصة، وسطوع يصل إلى 2000 شمعة، ومزود بمعالج A16 Bionic من أبل مع 6 جيجابايت من الذاكرة العشوائية، وكاميرا سيلفي 12 ميجابيكسل، وكاميرا خلفية رئيسية 48 ميجابيكسل مع عدسة 12 ميجابيكسل للتصوير الواسع. يأتي هذا الهاتف ببطارية بسعة 3349 مللي أمبير تدعم الشحن اللاسلكي ومنفذ USB Type C 2.0.
آيفون 15 بلس: يأتي آيفون 15 بلس بنفس مواصفات آيفون 15 العادي، ولكن مع شاشة أكبر بحجم 6.7 بوصة وبطارية بسعة 4383 مللي أمبير.